# Puma pardoides
Puma pardoides (Tiếng Anh: Eurasian Puma) là một loài báo đã tuyệt chủng thuộc chi báo sư tử. Puma pardoides từng sinh sống tại khu vục Á-Âu trong khoảng thời gian từ Thế Pliocene muộn đến Thế Pleistocene sớm. Trong thời kỳ cuối thế Pliocene, Đầu thế Pleistocene, lục địa Á-Âu đã có sự hiện diện của loài Puma pardoides. Họ đã sử dụng xương và răng để dự đoán khối lượng cơ thể của chúng và có thể cho rằng Puma pardoides có kích thước cơ thể gần với báo cuga .

## Phân loại
Panthera Schaubi hoặc Viretailurus Schaubi thường được coi là một thành viên cơ bản của chi Báo. Tuy nhiên, nghiên cứu gần đây đã chỉ ra rằng Viretailurus thực sự nên được phân loại vào chi Puma như một từ đồng nghĩa của Puma Pardoides. Tuy nhiên, việc phân loại của chúng rất khó khăn do sự tương đồng giữa Báo và Báo sư tử.  

## Hồ sơ hóa thạch

### Răng
Răng của chúng được mô tả trong bài báo hiện tại là được lưu trữ trong Bảo tàng Lịch sử Tự nhiên của Đại học Florence và được kiểm tra bởi tác giả cao cấp.

### Hộp sọ
Hộp sọ hoàn chỉnh duy nhất của Puma pardoides đã được tìm thấy ở địa phương Saint-Vallier.